# Firepower (альбом Judas Priest)
Firepower (укр. Вогнева сила) — вісімнадцятий студійний альбом англійського хеві-метал-гурту Judas Priest, випущений 9 березня 2018 року. Він став першим студійним альбомом гурту після Ram It Down 1988 року, продюсером якого виступив Том Аллом, і першим альбомом із Енді Сніпом як співпродюсера. Альбом розійшовся тиражем близько 49 000 копій у США протягом першого тижня після релізу, дебютувавши на 5-й сходинці чарту Billboard 200, що зробило його найрейтинговішим альбомом гурту в США. Альбом також досяг 5 місця у Великій Британії, ставши їх першим альбомом у першій десятці британського чарту з часів British Steel. На «Lightning Strike», «Spectre» і «No Surrender» були зняті відеокліпи. На «Never the Heroes» було знято лірик-відео. До альбому також було випущено три сингли.

## Список композицій
Автор музики і слів Роб Гелфорд, Гленн Тіптон і Річі Фолкнер. 
| #     | Назва                      | Тривалість |
| ----- | -------------------------- | ---------- |
| 1.    | «Firepower»                | 3:27       |
| 2.    | «Lightning Strike»         | 3:29       |
| 3.    | «Evil Never Dies»          | 4:23       |
| 4.    | «Never the Heroes»         | 4:23       |
| 5.    | «Necromancer»              | 3:33       |
| 6.    | «Children of the Sun»      | 4:00       |
| 7.    | «Guardians» (instrumental) | 1:06       |
| 8.    | «Rising from Ruins»        | 5:23       |
| 9.    | «Flame Thrower»            | 4:34       |
| 10.   | «Spectre»                  | 4:24       |
| 11.   | «Traitors Gate»            | 5:43       |
| 12.   | «No Surrender»             | 2:54       |
| 13.   | «Lone Wolf»                | 5:09       |
| 14.   | «Sea of Red»               | 5:51       |
| 58:10 |                            |            |

Бокс-сет тур-видання містить 7-дюймовий вініл, який обмежений лише Німеччиною, Австрією та Швейцарією.
| Сторона A | Сторона A          | Сторона A  |
| #         | Назва              | Тривалість |
| --------- | ------------------ | ---------- |
| 1.        | «Lightning Strike» | 3:29       |

| Сторона B | Сторона B                                                                    | Сторона B  |
| #         | Назва                                                                        | Тривалість |
| --------- | ---------------------------------------------------------------------------- | ---------- |
| 2.        | «Living After Midnight» (live; recorded on 1 August 2015 at Wacken Open Air) | 5:45       |

## Учасники запису
Judas Priest
- Роб Гелфорд - вокал
- Гленн Тіптон - гітари
- Річі Фолкнер - гітари
- Ієн Гілл - бас-гітара
- Скотт Тревіс - барабани

Продюсування
- Том Аллом - продюсування
- Енді Сніп - виробництво, інжиніринг, зведення, мастеринг на Backstage Recording Studios, Дербішир, Англія
- Майк Ексетер - інженерія

Оформлення
- Клаудіо Бергамін - обкладинка альбому
- Марк Вілкінсон - дизайн альбому та додаткові ілюстрації